# Aegyo
Aegyo (hangul : 애교 ; hanja : 愛嬌), mot composé des deux caractères chinois 愛, « amour », et 嬌, « beauté », et dont la traduction littérale serait « charme », est un terme coréen qui désigne le fait d’agir de manière mignonne et de s’exprimer de façon enfantine à l'âge adulte, que ce soit volontaire ou non. La comparaison la plus proche s'apparenterait au concept japonais du kawaii mais cela reste tout de même assez différent. Très populaire en Corée du Sud, il n'est pas rare de voir des gens agir de la sorte, et on l'utilise généralement pour démontrer son affection pour ses proches, sa famille ou ses amis; dans le cas contraire, cela pourrait devenir embarrassant. Principalement utilisé par les femmes et certains idols. De plus, la plupart des hommes coréens aiment voir les femmes pratiquer l'aegyo et certaines en jouent pour séduire. Malgré tout, les coréens ne l'utilisent pas de façon excessive et il apparaît principalement dans les dramas coréens ou les comédies romantiques, qui sont par ailleurs un reflet assez éloigné de la réalité coréenne.

## Quelques exemples populaires d'Aegyos...
- Prolonger la voyelle finale d'un mot[1]
- Utiliser le terme "oppa (오빠)" à outrance
- Faire des gestes mignons tels que mimer des oreilles de chat, des soupirs ou bien des symboles comme le "V" coréen ou un cœur
- Taper du pied tout en faisant les bruits qui vont avec.
- Effectuer le "bbuing bbuing"
- Chanter "Kwiyomi Song"

## Contexte
L'aegyo joue un rôle majeur dans la culture sud coréenne, en particulier dans les girlsbands coréens. La tonalité aiguë aux consonances mignonnes, devenue dominante depuis l'émergence du groupe féminin S.E.S en 1997, a connu une grande visibilité et évolution grâce à la sortie de nombreux nouveaux groupes depuis 2007. Un des exemples marquants les plus célèbres est le clip vidéo Gee des Girls' Generation où les chanteuses dansent en talons hauts dans une boutique colorée tout en faisant des gestes mignons exagérés en accord avec leur image enfantine et innocente. Malgré le fait que l'aegyo soit majoritairement pratiqué par les femmes, certaines idols masculines l'utilisent pour combler leurs fans. 